# Cerianthus orientalis
Cerianthus orientalis is een Cerianthariasoort uit de familie van de Cerianthidae. De wetenschappelijke naam van de soort is voor het eerst geldig gepubliceerd in 1866 door Verrill.